# Bakonyi Árpád
Bakonyi Árpád (1942) vegyészmérnök, közgazdász. A 28. leggazdagabb magyar Petrusz Béláéval megegyező vagyonnal. [forrás?] A családjával a MAL Magyar Alumínium Termelő és Kereskedelmi Zrt. 30%-ának tulajdonosa.

## Élete
A Veszprémi Vegyipari Egyetemen vegyészmérnöki diplomát, Budapesten pedig közgazdász diplomát szerzett. Az 1990-es évek elején az Ipari és Kereskedelmi minisztérium főosztályvezetője volt.
Hosszú ideig a MAL Zrt. vezérigazgatója volt, de később a céget fia, Bakonyi Zoltán vezetésére bízta.
Bakonyi Árpád a balatonfűzfői Nitrokémia Zrt. vezetője, ami egykor Magyarország legnagyobb vegyipari vállalata volt.